# Antiotricha districta
Antiotricha districta är en fjärilsart som beskrevs av Walker 1865. Antiotricha districta ingår i släktet Antiotricha och familjen björnspinnare. Inga underarter finns listade i Catalogue of Life.